# CFR-600
CFR -600（又称霞浦快堆示範計畫）是一座鈉冷池式快中子核反應堆，正在中國福建省霞浦縣長彪島建設。 這是中國核工業集團（CNNC）设计的第四代反应堆，始建于 2017 年底，預計這些反應堆將於 2023 年和 2025 年併網。此反應堆的輸出功率為 1500兆瓦火電和 600 兆瓦電電。根據 2019 年簽署的協議，燃料將由俄羅斯原子能公司（Rosatom）的子公司 TVEL 提供。 
CFR-600是中國實現閉式核燃料循環計畫的一部分。快中子反應器是中國未來核電技術的主導方向。一座更大規模的商業規模反應器 CFR-1000 也在規劃中。在同一廠址上，第二座 600 兆瓦快堆 CFR-600 的建造已於 2020 年 12 月開始 ，併計劃建造四座 1000 兆瓦CAP1000 。
這種增殖反應器有可能用於生產用於核武製造的武器級鈽。

## 参数
| 中國快堆600（CFR-600） | 中國快堆600（CFR-600）         |
| ---------------------- | ------------------------------ |
| 世代                   | 第四代                         |
| 反應器概念             | 快中子增殖反應器               |
| 地位                   | 建設中                         |
| 地點                   | 中國福建省霞浦縣               |
| 座標                   | 北緯26°48′13″ 東經 120°09′18″  |
| 反應器堆芯主要參數     |                                |
| 燃料（裂變材料）       | UO 2 (初始階段) MOX (後期階段) |
| 中子能譜               | 快速地                         |
| 主冷卻劑               | 液體鈉                         |
| 反應器使用情況         |                                |
| 功率（熱能）           | 1500兆瓦熱電                   |
| 動力（電力）           | 600 MW發電量                   |

## 反應爐
| 霞浦一號 | 流體化床反應器      | 642兆瓦  | 682兆瓦  | 1882兆瓦 | 2017年12月29日 | 2023年 | [ 7 ]       |       |
| 霞浦二號 | 流體化床反應器      | 642兆瓦  | 682兆瓦  | 1882兆瓦 | 2020年12月27日 | 2025年 | [ 5 ] [ 7 ] |       |
| 第二階段 |                     |          |          |          |                |        |             |       |
| 霞浦三號 | 壓水反應器/華龍一號 | 1000兆瓦 | 1215兆瓦 | 3400兆瓦 |                |        |             | [ 8 ] |
| 霞浦四號 | 壓水反應器/華龍一號 | 1000兆瓦 | 1215兆瓦 | 3400兆瓦 |                |        |             | [ 8 ] |

## 爭議
半島電視台於2021年報告稱，這些反應爐因其生產的武器級鈽，既可用於軍事用途，也可用於民用，因此備受爭議。中國已停止每年向國際原子能總署（IAEA）自願申報其鈽庫存。